# AN 우르사에 마조리스
AN 우르사에 마조리스는 큰곰자리에 위치한 항성이다. 극자성 항성에 속하는 항성이다.

## 특징
AN 우르사에 마조리스(AN Ursae Majoris)는 큰곰자리에 있는 쌍성계이다. 큰곰자리 안이 변광성으로 밝기는 14.90부터 20.2까지 다양하다. 그러나 밝기가 최고조에 달했을 때에도 밝기의 체계는 너무 희미해서 육안으로 볼 수 없다. 시차 측정에 따르면 이러한 쌍성계는 태양에서 약 1,050광년 떨어진 곳에 위치해 있다. 이것은 1.92시간의 주기를 가진 단일선 분광 쌍성계이다. 이러한 쌍성계는 궤도마다 한 번씩 크기가 14.9에서 20.2로 줄어드는 일식 쌍성계를 형성한다. 이러한 물체는 허큘리스자리 AM과 함께 극자성 항성(parar)으로 알려진 대격변 변수의 종류를 정의한다. 이러한 쌍성계는 강한 자기장을 가진 쌍성과 질량이 작은 백색 왜성으로 구성되어 있으며 로슈 엽을 가득 채운 질량이 작은 주계열성과 상호작용을 한다. 물질은 주계열성에서 백색 왜성의 한 개 또는 두 개의 자극으로 에너지적으로 강착되어 스펙트럼에서 방출선을 생성한다. 백색 왜성이 가진 자기장의 세기는 35.8 MG로 추정된다.

## 같이 보기
- 쌍성
- 변광성
- 항성